# Župnija Janče
Župnija Janče je rimskokatoliška teritorialna župnija dekanije Litija nadškofije Ljubljana.

## Matične knjige
Arhiv Nadškofije Ljubljana hrani naslednje matične knjige župnije Janče:
- Krstne knjige: 1787-1812, 1812-1838, 1839-1871, In RM 1787-1851
- Poročne knjige: 1788-1812, 1813-1824*, 1813-1896
- Mrliške knjige: 1787-1812, 1812-1838, 1839-1871